# Foxilandia

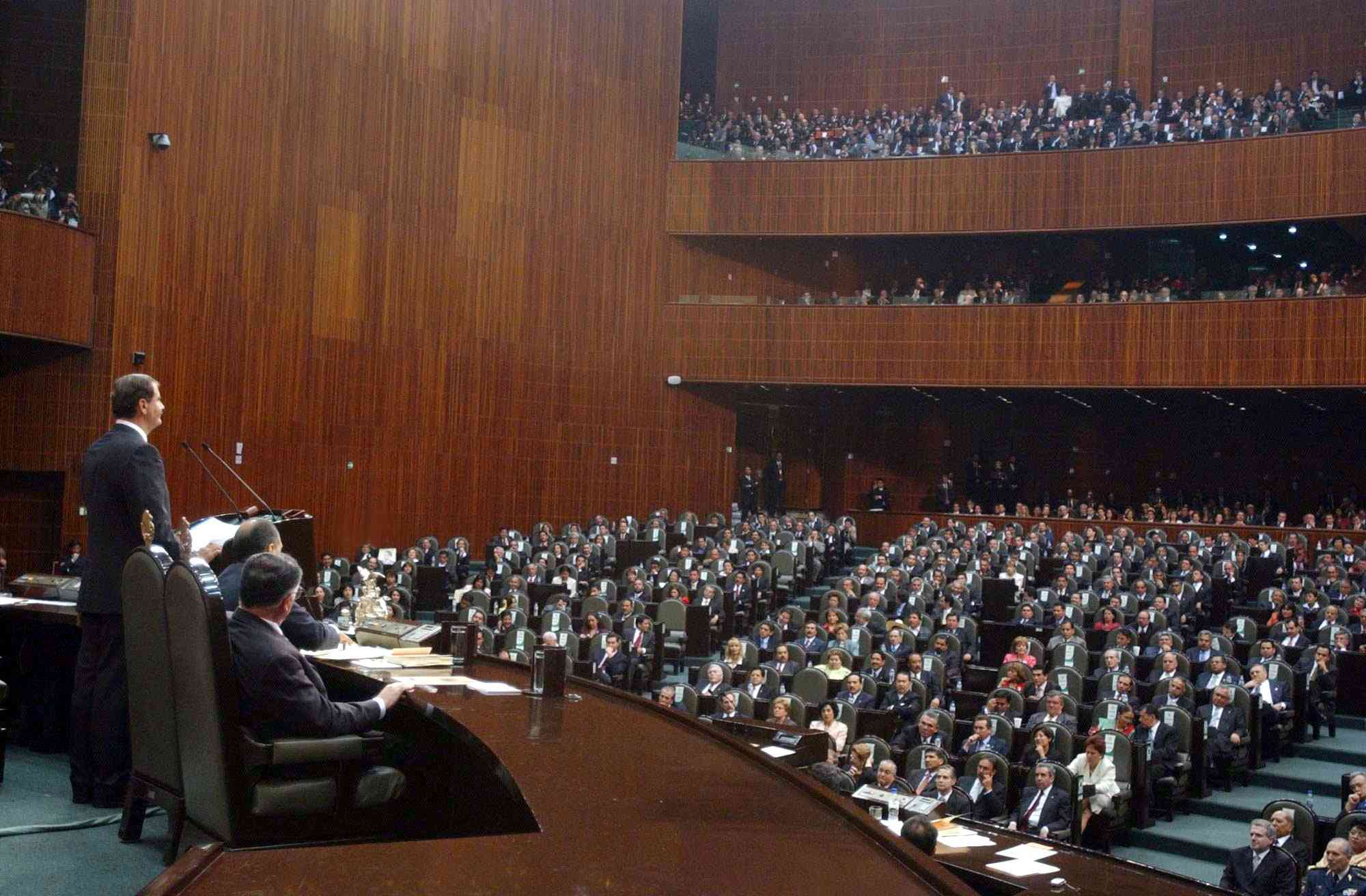
Vicente Fox devant le Congrès Mexicain en septembre 2004.

Foxilandia est un terme largement utilisé dans la culture politique mexicaine qui fait référence à la période de gouvernement (2000-2006) du Président Vicente Fox Quesada. Il a été employé pour la première fois devant le Congrès Mexicain en septembre 2004.
Foxilandia est aussi le titre de plusieurs documentaires politiques comme Aventuras en Foxilandia de Carlos Mendoza Aupetit et un autre du réalisateur Luis Mandoki. C'est également la matière du film Un mundo maravilloso (es) du réalisateur mexicain Luis Estrada (2006).